# Saga o wojnie światów
Saga o wojnie światów (ang. Riftwar Saga) to cykl powieści Raymonda E. Feista, opowiadających o losach światów Midkemii, Kelewanu, oraz znajdujących się na nich Królestwie Wysp oraz Imperium Tsuranich. W 2018 ogłoszono, że na jej podstawie ma powstać serial telewizyjny.

## Książki w serii
| Numer w serii | Polski tytuł     | Oryginalny tytuł       | Polski nr ISBN     | Data polskiego wydania | Data oryginalnego wydania |
| ------------- | ---------------- | ---------------------- | ------------------ | ---------------------- | ------------------------- |
| 1             | Adept magii      | Magician: Apprentice   | ISBN 83-7150-082-3 | 1996                   | 1982                      |
| 2             | Mistrz magii     | Magician: Master       | ISBN 83-7150-091-2 | 1996                   | 1982                      |
| 3             | Srebrzysty cierń | Silverthorn            | ISBN 83-7150-162-5 | 1996                   | 1985                      |
| 4             | Mrok w Sethanon  | A Darkness at Sethanon | ISBN 83-7150-245-1 | 1997                   | 1986                      |

W uniwersum Sagi o wojnie światów rozgrywają się także dwa opowiadania, zamieszczone w antologiach: Legendy i Legendy II: Sprawa Dirka i Kurier.